# Kurt Armbruster
Kurt Armbruster (16. september 1934 - 14. marts 2019) var en schweizisk fodboldspiller (midtbane).
Armbruster spillede seks kampe for Schweiz' landshold, som han debuterede for i en venskabskamp mod Marokko 13. januar 1963. Han var med i landets trup til VM 1966 i England. Her spillede han to af schweizernes tre kampe i turneringen, hvor holdet blev slået ud efter lutter nederlag i det indledende gruppespil.
På klubplan repræsenterede Armbruster FC Lausanne-Sport, og vandt det schweiziske mesterskab med klubben i 1965.

## Titler
Schweizisk mesterskab
- 1965 med FC Lausanne-Sport

Schweizisk pokal
- 1962 og 1964 med FC Lausanne-Sport